# Keltinki, Räväjärvi och Kurtinjärvi
Keltinki, Räväjärvi och Kurtinjärvi är en sjö i Finland. Den ligger i kommunen Kuusamo i landskapet Norra Österbotten, i den nordöstra delen av landet, 700 km norr om huvudstaden Helsingfors. Keltinki, Räväjärvi och Kurtinjärvi ligger 239,9 meter över havet. Arean är 7,51 kvadratkilometer och strandlinjen är 59,03 kilometer lång. Sjön  ingår i Koundaälvens huvudavrinningsområde. 